# Haja Kyosei G Dangaiō
Haja Kyosei G Dangaiō (破邪巨星Gダンガイオー?) è una serie televisiva anime di 13 episodi, trasmessa dal 5 aprile 2001 al 5 luglio 2001 da TV Asahi in Giappone. La serie è stata ideata e diretta da Toshiki Hirano, e prodotta dallo studio AIC.
La serie è direttamente collegata a Dangaio, serie OAV del 1987. Benché inizialmente le due serie appaiano scollegate, lo sviluppo della storia dimostrerà che Haja Kyosei G Dangaiō è in effetti un sequel di Dangaio.

## Trama
In un punto non precisato dal Giappone, un fascio di luce emerge dal suolo e rade al suolo ogni cosa nel raggio di chilometri. La popolazione convinta che si sia trattato di una pioggia di meteoriti, non viene messa al corrente degli strani movimenti terrestri, che invece hanno causato la catastrofe. Una ragazzina si dimostra l'unica a conoscenza del terribile raggio di luce. Dieci anni dopo, improvvisamente un esercito di robot appare e devasta la Terra. I robot, chiamati "EX Tartaro" e la loro missione è di "purificare" la Terra. L'unico baluardo per la difesa della Terra è rappresentato da tre robot simili agli EX Tartaro ma di fabbricazione terrestre.

## Episodi
| Nº | Titolo italiano Giapponese 「Kanji」 - Rōmaji                                                                                  |
| 1  | Decisive Battle 「決戦」 - kessen                                                                                              |
| 2  | Hold a Fort 「躍る大要塞」 - odoru daiyōsai                                                                                    |
| 3  | Serious Attack! 3 Sandstorm Majin!? 「強襲! 三大砂漠魔人!?」 - kyōshū! sandai sabaku majin!?                                   |
| 4  | The Castle in Crisis 「檻の中の砦」 - ran no nakano toride                                                                     |
| 5  | Devil From the Sky 「天空の悪魔」 - tenkū no akuma                                                                             |
| 6  | Caesar is Howling 「海王咆吼」 - umi ō hō kō                                                                                   |
| 7  | Seven Kinds of Transformation Above the Ocean! 「洋上の七変化 大乱舞! 大沈没!」 - yōjō no shichihenge dairanbu! dai chinbotsu! |
| 8  | The Falling Star From the Evil Sky 「魔天よりの流星」 - ma ten yorino ryūsei                                                   |
| 9  | Sudden Strike by the Shadow of Sword! 「奇襲!! 影の刃!!」 - kishū!! kage no ha!!                                               |
| 10 | The Great Warrior 「偉大なる戦士」 - idai naru senshi                                                                          |
| 11 | The Pass Back on Track 「復活せし過去 (モノ)」 - fukkatsu seshi kako (mono)                                                    |
| 12 | Great of Zero 「ゼロの脅威」 - zero no kyōi                                                                                    |
| 13 | Invincibility!! G-Dangaioh Liftoff! 「無敵!! Ｇ・弾劾凰、発進!!」 - muteki!! G. dangai ō, hasshin!!                            |

## Doppiaggio
- Ayako Kawasumi: Manami Mishio
- Chihiro Suzuki: Kuya Amagi
- Masumi Asano: Hitomi Chidou
- Manabi Mizuno: Kasumi Yamagata
- Mayumi Shou: Mia Arisu
- Satsuki Yukino: Shima Ryuuko
- Akira Kamiya: Susumu Amagi/Dangaioh UR
- Haruhi Tsumoto: Janet
- Hiromi Tsuru: Madame Midorikawa
- Maria Yamamoto: Daughter, Kaori
- Masafumi Kimura: Baphomet, Duke, Staff
- Masako Katsuki: Chiho Kamazaki
- Shuma Shiratori: Pupil B
- Takeshi Aono: Gunji Yonamine
- Yukimasa Kishino: Fon Dinosaur

## Colonna sonora
Sigla di apertura
- Fighting Chance cantata da Go Takahashi

Sigla di chiusura
- Kimi no tame ni Ai wo cantata da Kasumi Yamagata